# ديف بيرسون (رسام)
ديف بيرسون (بالإنجليزية: Dave Pearson)‏ هو رسام بريطاني، ولد في 4 أغسطس 1937 في لندن في المملكة المتحدة، وتوفي في 19 يوليو 2008.

## وصلات خارجية
- الموقع الرسمي